# Not in my house
"Not in My House" (dansk: Ikke i mit hus) er den tolvte episode af den første sæson i ABC-sitcomet Modern Family, og som var en af de første 16 episoder som Christopher Lloyd og Steven Levitan producerede af den første sæson i Modern Family indtil American Broadcasting Company gav dem lov til at producere otte mere. Men i modsætningen til forfatterduoen Christopher Lloyd og Steven Levitan blev "Not in My House" ikke skrevet af dem, men af episodeforfatteren Caroline Williams. Episoden blev instrueret af Chris Koch og musik var af Gabriel Mann, som havde skrevet den officielle Modern Family Titelsang.
I handlingen bliver Claire Dunphy (Julie Bowen) rystet over at finde et billede af en nøgen kvinde på sin computer og hun beskylder straks Luke (Nolan Gould) for det uden at vide, at det egentlig var Phils (Ty Burrell), som han havde fået sendt fra hans kollega Gil Thorpe. Samtidig i Dunphy-familien flipper Haley (Sarah Hyland) ud over, at nogen har kigget i hendes dagbog og hun beskylder straks Alex (Ariel Winter), selv om Luke egentlig var bagmanden. Gloria Pritchett (Sofía Vergara) bliver samtidig også sur over, at Jay (Ed O'Neill) har bragt en plastik-hundebutler med hjem fra en pokerturnering i Las Vegas. Det ender dog med, at Jay må bukke under for Gloria og må give den til Cameron Tucker (Eric Stonestreet) og Mitchell Pritchett (Jesse Tyler Ferguson), som selv har problemer, da deres ikke-engelsktalende gartner (Eddie Diaz) er i så sørgeligt humør, at han dropper Mitchells planer om, at han, Cameron og Lily skal gå i teatret. Det viser sig dog, at gartneren er flygtet fra sit bryllup og Cameron, som altid tager tingene lidt for langt, ender med at genskabe brylluppet i deres hus.
"Not in My House" huskes som en god episode, men ikke en af de mest mindelsesværdige, som Robert Canning fra IGN så pænt skriver i en artikel, hvor der blandt andet står, at "Not in My House" ikke nødvendigvis vil blive set tilbage på som en af de udestående episoder fra Modern Familys meget roste debutsæson. [...] Den var smart og fin og fik dig til at smile idyllisk undervejs, men den fik dig ikke til at grine højt for 30 minutter i streg". På IGN's hjemmeside fik denne episode også 8.5 point ud af 10 hvilket i sig selv er rigtig højt og godt og samtidig fik episoden karakteren "God" på den selv samme hjemmeside.

## Plot
Ved Dunphy-familien finder husmoren Claire Dunphy (Julie Bowen) et billede på hendes computer, som Luke Dunphy (Nolan Gould) havde lånt tidligere til lektier, af en dame i en traktor hvor man på hende kan se bryster. Claire bliver meget chokeret og dette og går straks ud fra, at det er Luke, der er den skyldige, selvom det egentlig var Phil Dunphy (Ty Burrell), der havde set på det efter at hans kollega Gil Thorpe havde sent det til ham. Phil indvilger Claire i, at han nok skal snakke med Luke om det, for at gemme på at det var den skyldige, men senere finder Claire dog ud af det. Samtidig har nogen også kigget i Haley Dunphys (Sarah Hyland) dagbog, og hun tager det som et selvfølge, at det er hendes søster og rival Alex Dunphy (Ariel Winter), som der der er den skyldige, men hvor det i det scenarie i virkeligheden er Luke. I slutningen finder alle frem til de skyldige parter.
Hos Pritchett-familien er Jay Pritchett (Ed O'Neill) stolt over at kunne vende sejrrig hjem fra Las Vegas med en plastik-hundebutler. Hunden bliver hurtigt en kæmpe joke og ven for ham, men hans kone Gloria Pritchett (Sofía Vergara) bryder sig ikke om den og kæmper en desperat kamp for at få den smidt væk. Jay må ende med nederlaget og giver den til hans søn Mitchell Pritchett (Jesse Tyler Ferguson) som en gave. Men heller ikke Mitchell ville have den og smed den senere ud.
Men også hos Mitchell Pritchett og hans partner Cameron Tucker (Eric Stonestreet) er der problemer, da de skal til at gå i teatret med deres vietnamesisk adopterede datter Lily Tucker-Pritchett, men hvor de på vej ud finder deres gartner (Eddie Diaz) i stor sorg. Da gartneren ikke forstår engelsk, kun spansk, har Cameron et problem, da han er målrettet på at hjælpe gartneren, hvor Mitchell imens hellere bare vil forlade ham og gå, da han mener, at Cameron altid tager det et skridt for meget. Han tager af sted alene med Lily kun for at vende tilbage, da han alligevel ikke gad, men hjemme i deres hus har Cameron genskabt det bryllup, som gartneren havde flygtet fra.

## Cast
Castet til episoden var allerede blevet valgt ved Pilotafsnittet på Modern Family, dog deltog Rico Rodriguez ikke i episoden i rollen som Manny Delgado, sønnen af Gloria og Jay Pritchett. To resterende gæstestjerner agerede i episoden, disse i rollerne som den sorgfulde gartner og hans brud. Castingen til episoden blev udført af Jeff Greenberg, casteren bag 87 episoder i Modern Family.
- Ed O'Neill som Jay Pritchett, den meningsstærke far til Claire og Mitchell Pritchett, samt mand til Gloria Pritchett og far til Manny Delgado. Han er meget selvisk og kommer let til at sætte sine egne behov først uden at kigge på andres behov, som set i konflikten med hundebutleren.
- Sofía Vergara som Gloria Pritchett, en colombiansk kvinde, der har fået sin søn Manuel "Manny" Delgado med en anden colombiansk mand, som hun nu er gået fra. Senere har hun dannet par med Jay Pritchett. Hun er meget ligesom sin mand, selv om der er stor aldersforskel på de to. Hun står ved sin mening og vil blive ved med at kæmpe for sin vilje indtil hun får ret, hvilket også kan ses i hundebutler-konflikten.
- Ty Burrell som Phil Dunphy, den barnlige far til Haley, Alex og Luke Dunphy og mand til Claire Dunphy. Han er meget en mand i en voksen krop, hvilket vil sige, at han er meget nysgerrig og frygtløs. Han prøver tit at skjule sine dårlige sider fra Claire set i mange afsnit, inklusiv dette.
- Julie Bowen som Claire Dunphy, det ene barn af Jay Pritchett og hans ekskone DeDe Pritchett. Hun er gift med Phil Dunphy, og hun med ham tre børn. Claire er husmor og styrer alt hvad der foregår i huset, ment på den måde, at hun står for rengøring, opdragelse vedligeholdelse, mens Phil står for økonomien.
- Jesse Tyler Ferguson som Mitchell Pritchett, en homoseksuel mand i forhold med Cameron Tucker, med hvilken han har adopteret barnet Lily Tucker-Pritchett. Mitchell Pritchett er meget ligesom hans far, Jay, en god arbejder, der sørger for økonomi og velstand.
- Eric Stonestreet som Cameron Tucker, den homoseksuelle mand til Mitchell Pritchett, som afspejler sig meget som kvinden i deres forhold, da han er en pyldrende, hjemmegående husmor, som elsker alt med drama, skuespil og fotoarbejde.
- Sarah Hyland som Haley Dunphy, den klassiske teenager på 15 og søster til Luke og Alex Dunphy. Hun går meget op i sit udseende og væremåde og har også fået en kæreste ved navn Dylan, der optræder i flere episoder, dog ikke denne.
- Ariel Winter som Alex Dunphy, søsteren til Haley og Luke Dunphy. Hun er meget modsat sin storesøster, ment på den måde, at hun er meget lektieoptaget og klog, hvilket også gør, at hun snyder sin søskende, som ikke er lige så intelligente.
- Nolan Gould som Luke Dunphy, bror til sine to større søskende. Han er ikke så klog ligesom sin storesøster, men minder også meget om sin far, da de begge gør ting som andre normalt ikke vil gøre.
- Eddie Diaz som Cameron og Mitchells gartner, der flygter fra sit bryllup af stress, men senere får det med Camerons hjælp afholdt i Mitchells og Camerons hus.
- Marina Valle som bruden til Mitchell og Camerons gartner.

## Produktion
"Not in My House" blev produceret af Jeffrey Morton som den tolvte episode af den første sæson i Modern Family. For manuskriptforfatter Caroline Williams blev episoden den absolut eneste hun skrev og efter episoden Fifteen Percent blev hun også fyret som rådgivende producent i serien.